# Championnats d'Europe d'aviron 2010
Navigation
Édition 2009 Édition 2011
Les championnats d’Europe d’aviron 2010, se sont tenus du 10 au 12 septembre 2010 à Montemor-o-Velho, au Portugal.

## Podiums

### Hommes
| Épreuves                           | Or | Or            | Argent | Argent        | Bronze | Bronze        |
| ---------------------------------- | --- | ------------- | --- | ------------- | --- | ------------- |
| Skiff M1x                          | Tchéquie Ondřej Synek | 6 min 47 s 96 | Suède Lassi Karonen | 6 min 50 s 76 | Allemagne Karl Schulze | 6 min 52 s 49 |
| Skiff poids légers LM1x            | Italie Marcello Miani | 7 min 45 s 41 | Pays-Bas Jaap Schouten | 7 min 49 s 18 | Slovaquie Lukáš Babač | 7 min 51 s 45 |
| Deux de couple M2x                 | France Julien Bahain Cédric Berrest | 6 min 12 s 12 | Estonie Allar Raja Kaspar Taimsoo | 6 min 12 s 90 | Tchéquie Petr Vitásek David Jirka | 6 min 13 s 57 |
| Deux de pointe M2-                 | Grèce Georgios Tziallas Ioannis Christou | 6 min 30 s 34 | Italie Lorenzo Carboncini Niccolò Mornati | 6 min 33 s 35 | Serbie Marko Marjanović Nikola Stojić | 6 min 36 s 85 |
| Deux de pointe avec barreur M2+    | Biélorussie Vadzim Lialin Aliaksandr Kazubouski Piotr Patrynich                                                                                            | 7 min 45 s 50 | Italie Simone Ponti Mario Palmisano Andrea Lenzi | 7 min 48 s 79 | Tchéquie Jakub Houška Jakub Makovicka Oldrich Hejdusek | 7 min 53 s 44 |
| Deux de couple poids légers LM2x   | Allemagne Linus Lichtschlag Lars Hartig | 6 min 21 s 46 | Portugal Pedro Fraga Nuno Mendes | 6 min 22 s 50 | France Jérémie Azou Rémi Di Girolamo | 6 min 23 s 99 |
| Deux de pointe poids légers LM2-   | France Jean-Christophe Bette Fabien Tilliet | 7 min 12 s 99 | Pays-Bas Joris Pijs Paul Drewes | 7 min 21 s 39 | Espagne Andreu Castellà Gasparín Rubén Álvarez-Pedrosa | 7 min 22 s 87 |
| Quatre de couple M4x               | Pologne Konrad Wasielewski Marek Kolbowicz Michał Jeliński Adam Korol                                                                                      | 5 min 53 s 04 | Croatie David Sain Martin Sinkovic Damir Martin Valent Sinkovic                                                                                        | 5 min 54 s 05 | Ukraine Volodymyr Pavlovskyy Serhiy Hryn Serhiy Biloushchenko Ivan Dovhodko                                                                                   | 5 min 54 s 36 |
| Quatre de pointe M4-               | Allemagne Rene Bertram Jochen Urban Urs Käufer Florian Eichner                                                                                             | 5 min 52 s 54 | Grèce Stergios Papachristos Ioannis Tsilis Nikolaos Gkountoulas Apóstolos Gountoúlas                                                                   | 5 min 54 s 08 | Tchéquie Jan Gruber Milan Doleček Jr Milan Bruncvík jr Michal Horváth                                                                                         | 5 min 54 s 09 |
| Quatre de couple poids légers LM4x | Italie Franco Sancassani Pietro Ruta Fabrizio Gabriele Stefano Basalini                                                                                    | 6 min 19 s 06 | Danemark Steffen Jensen Martin Batenburg Christian Nielsen Hans Christian Soerensen                                                                    | 6 min 20 s 85 | France Pierre-Étienne Pollez Stany Delayre Alexandre Pilat Fabien Dufour                                                                                      | 6 min 27 s 79 |
| Quatre de pointe poids légers LM4- | Allemagne Bastian Seibt Jost Schoemann-Finck Jochen Kuehner Martin Kuehner                                                                                 | 5 min 54 s 78 | Pologne Łukasz Pawłowski Łukasz Siemion Miłosz Bernatajtys Pawel Randa                                                                                 | 5 min 56 s 58 | Suisse Simon Schürch Lucas Tramèr Simon Niepmann Mario Gyr | 5 min 58 s 29 |
| Huit M8+                           | Allemagne Gregor Hauffe Maximilian Reinelt Kristof Wilke Florian Mennigen Richard Schmidt Lukas Müller Toni Seifert Sebastian Schmidt Martin Sauer         | 5 min 51 s 94 | Pologne Rafał Hejmej Jaroslaw Godek Piotr Hojka Krystian Aranowski Michał Szpakowski Marcin Brzezinski Piotr Juszczak Mikolaj Burda Daniel Trojanowski | 5 min 54 s 22 | Ukraine Andriy Pryveda Viktor Hrebennykov Anton Kholyaznykov Dmytro Prokopenko Oleh Lykov Valentyn Kletskoy Andriy Shpak Sergiy Chykanov Oleksandr Konovaliuk | 5 min 57 s 82 |
| Huit poids légers LM8+             | Italie Luigi Scala Davide Riccardi Luca De Maria Armando Dell'Aquila Emiliano Ceccatelli Gennaro Gallo Livio La Padula Bruno Mascarenhas Vincenzo Di Palma | 6 min 8 s 64  | Danemark Anders Hansen Lasse Dittmann Sophus Johannesen Jens Nielsen Daniel Zielinski Thorbjoern Patscheider Jacob Barsøe Martin Kristensen Emil Blach | 6 min 9 s 24  | Portugal João Gabriel Manuel Ferreira Octavio Barbosa João Rodrigues Pedro Vitor Jorge Correia Carvalho João Costa Amorim Ricardo Carraco Rui Torres          | 6 min 25 s 66 |

### Femmes
| Épreuves                           | Or | Or            | Argent | Argent        | Bronze | Bronze        |
| ---------------------------------- | --- | ------------- | --- | ------------- | --- | ------------- |
| Skiff W1x                          | Biélorussie Ekaterina Karsten | 7 min 24 s 63 | Tchéquie Miroslava Knapková | 7 min 25 s 90 | Suède Frida Svensson | 7 min 27 s 47 |
| Skiff poids légers LW1x            | Allemagne Marie-Louise Dräger | 8 min 39 s 47 | Autriche Michaela Taupe-Traer | 8 min 46 s 15 | Italie Laura Milani | 8 min 53 s 30 |
| Deux de couple W2x                 | Allemagne Annekatrin Thiele Stephanie Schiller | 6 min 49 s 87 | Pologne Magdalena Fularczyk Julia Michalska | 6 min 51 s 86 | Italie Laura Schiavone Elisabetta Sancassani | 6 min 53 s 39 |
| Deux de pointe W2-                 | Roumanie Camelia Lupascu Nicoleta Albu | 7 min 22 s 89 | Allemagne Kerstin Hartmann Marlene Sinnig | 7 min 25 s 25 | Croatie Sonja Keserac Maja Anic | 7 min 27 s 62 |
| Deux de couple poids légers LW2x   | Grèce Christína Yazitzídou Alexandra Tsiavou | 6 min 58 s 18 | Pologne Magdalena Kemnitz Agnieszka Renc | 7 min 06 s 16 | Allemagne Daniela Reimer Anja Noske | 7 min 08 s 29 |
| Quatre de couple W4x               | Ukraine Kateryna Tarasenko Olena Buryak Anastasiia Kozhenkova Yana Dementyeva                                                                          | 6 min 22 s 22 | Allemagne Britta Oppelt Carina Bär Tina Manker Julia Richter | 6 min 24 s 42 | Suisse Regina Naunheim Nora Fiechter Katja Hauser Martina Ernst                                                                                   | 6 min 28 s 69 |
| Quatre de pointe W4-               | Biélorussie Hanna Haura Natallia Helakh Natallia Haurylenka Zinaida Kliuchynskaya                                                                      | 7 min 28 s 81 | Italie Samanta Molina Gioia Sacco Claudia Wurzel Valentina Calabrese                                                                                              | 7 min 35 s 44 | |               |
| Quatre de couple poids légers LW4x | Italie Enrica Marasca Giulia Pollini Eleonora Trivella Erika Bello                                                                                     | 7 min 15 s 18 | Danemark Christina Pultz Marie Gottlieb Mia Espersen Sarah Christensen                                                                                            | 7 min 21 s 07 | |               |
| Huit W8+                           | Roumanie Roxana Cogianu Ionelia Zaharia Maria Diana Bursuc Ioana Craciun Adelina Cojocariu Nicoleta Albu Camelia Lupascu Eniko Mironcic Teodora Stoica | 6 min 36 s 45 | Pays-Bas Kirsten Wielaard Claudia Belderbos Roline Repelaer van Driel Sytske de Groot Chantal Achterberg Nienke Kingma Carline Bouw Femke Dekker Anne Schellekens | 6 min 39 s 35 | Allemagne Eva Paus Anika Kniest Constanze Siering Silke Guenther Kathrin Thiem Ulrike Sennewald Nina Wengert Anna-Maria Kipphardt Laura Schwensen | 6 min 41 s 51 |

## Tableau des médailles par pays
| Rang  | Nation      | Or | Argent | Bronze | Total |
| ----- | ----------- | -- | ------ | ------ | ----- |
| 1     | Allemagne   | 6  | 2      | 3      | 11    |
| 2     | Italie      | 4  | 3      | 2      | 9     |
| 3     | Biélorussie | 3  | 0      | 0      | 3     |
| 4     | Grèce       | 2  | 1      | 0      | 3     |
| 5     | France      | 2  | 0      | 2      | 4     |
| 6     | Roumanie    | 2  | 0      | 0      | 2     |
| 7     | Pologne     | 1  | 4      | 0      | 5     |
| 8     | Tchéquie    | 1  | 1      | 3      | 5     |
| 9     | Ukraine     | 1  | 0      | 2      | 3     |
| 10    | Danemark    | 0  | 3      | 0      | 3     |
|       | Pays-Bas    | 0  | 3      | 0      | 3     |
| 12    | Croatie     | 0  | 1      | 1      | 2     |
|       | Portugal    | 0  | 1      | 1      | 2     |
|       | Suède       | 0  | 1      | 1      | 2     |
| 15    | Autriche    | 0  | 1      | 0      | 1     |
|       | Estonie     | 0  | 1      | 0      | 1     |
| 17    | Suisse      | 0  | 0      | 2      | 2     |
| 18    | Espagne     | 0  | 0      | 1      | 1     |
|       | Serbie      | 0  | 0      | 1      | 1     |
|       | Slovaquie   | 0  | 0      | 1      | 1     |
| TOTAL | TOTAL       | 22 | 22     | 20     | 64    |